# 阮春字
阮春字（1898年—1967年12月4日），越南癌症醫學家、政治人物，曾擔任越南共和國國家高級委員會代理主席。

## 生平
1898年，阮春字出生於越南北部南定省。
1945年越南帝國成立後，阮春字曾出任北部政治監督委員會主任。八月革命后被越盟逮捕。
在吳廷琰被政變推翻並殺害後，阮春字曾於1964年短暫擔任過國家高級委員會代理主席。11月5日，阮春字辭去代理主席職務。
1967年12月4日，阮春字病逝，享壽70歲。